# Clytus arietis
Clytus arietis là một loài bọ cánh cứng trong họ Cerambycidae.

## Hình ảnh

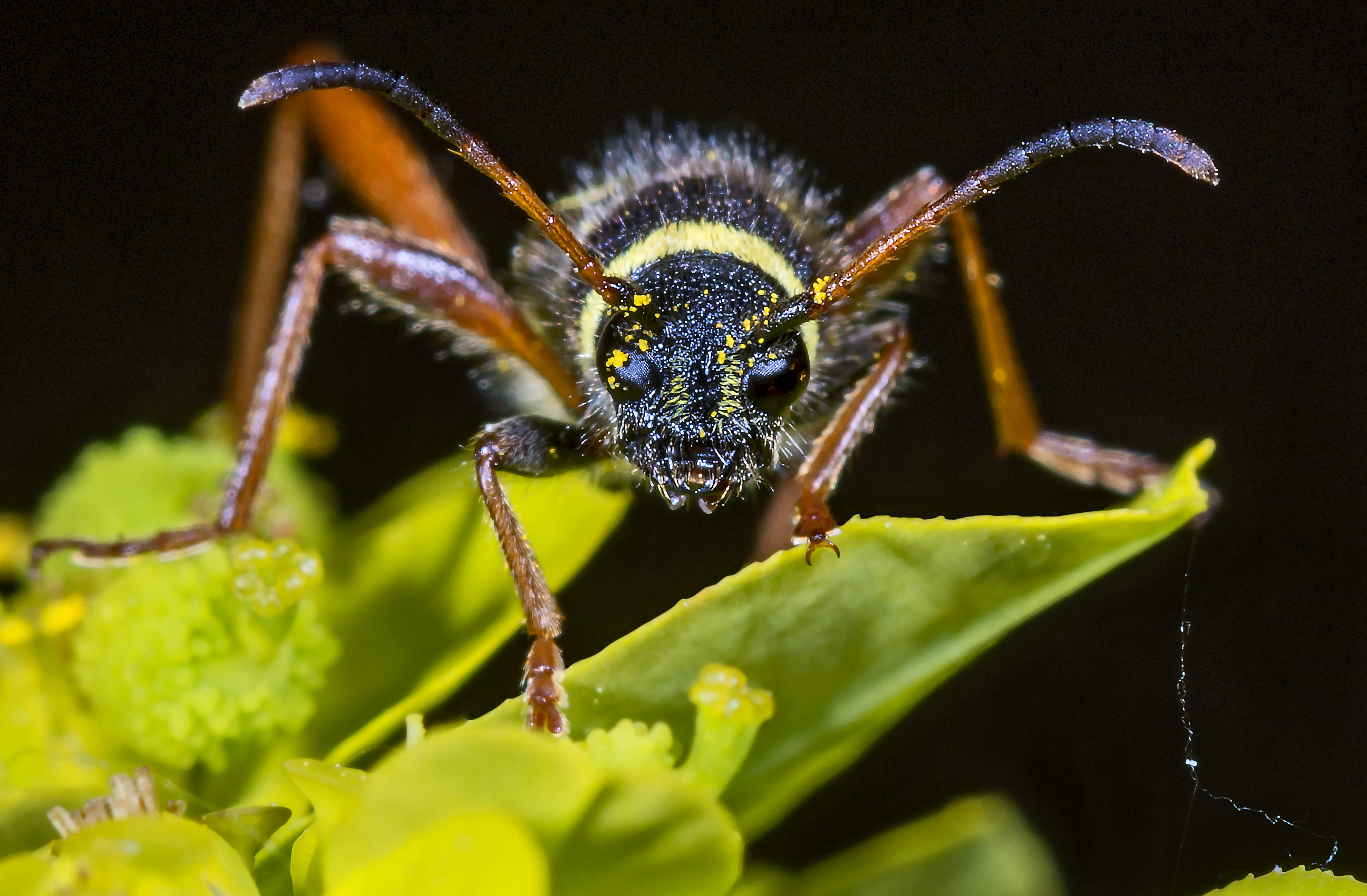
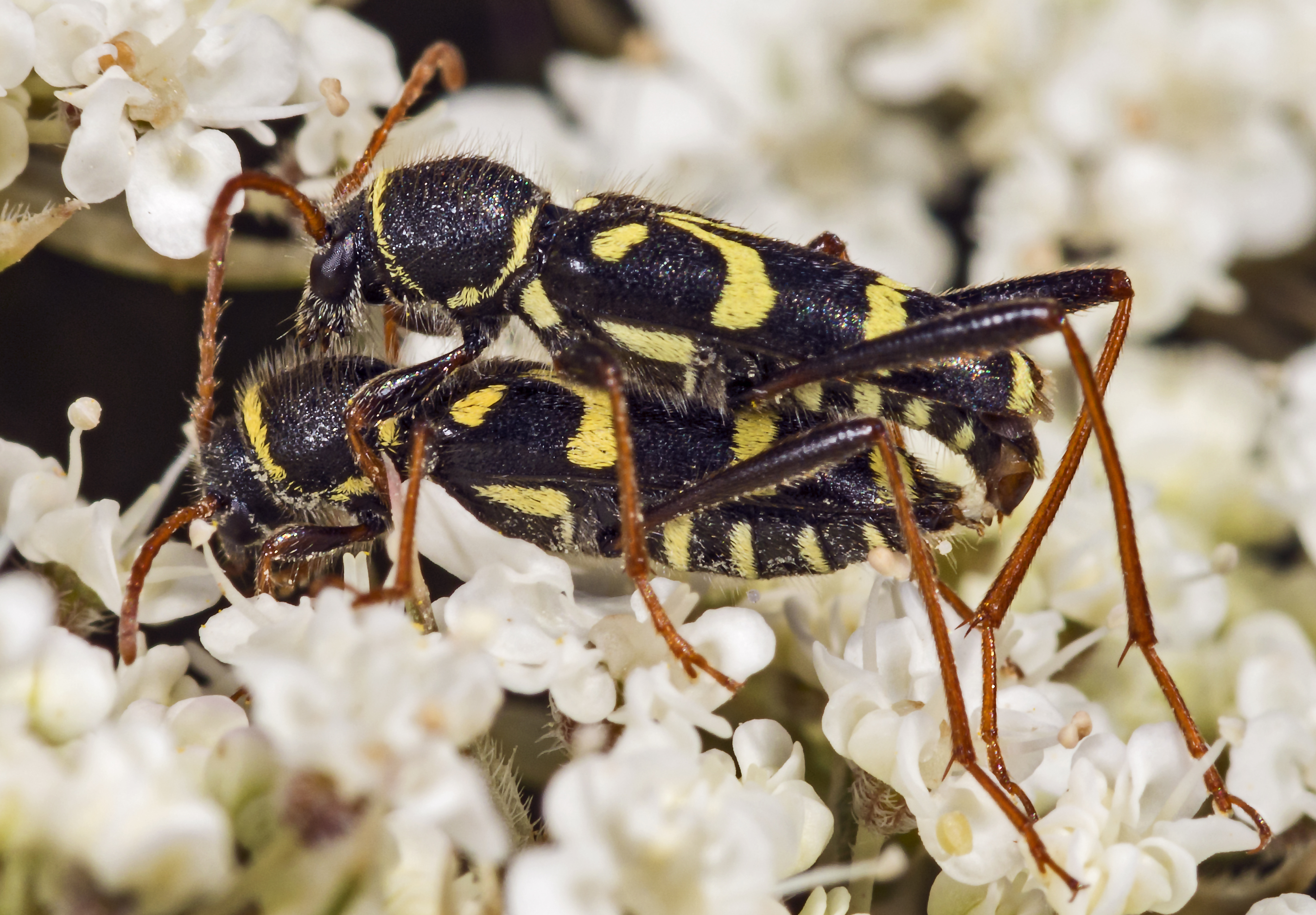
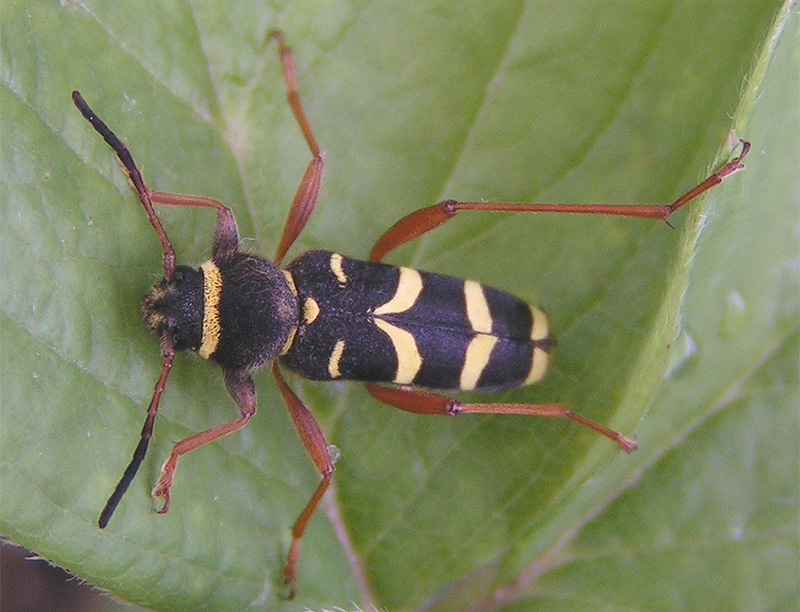
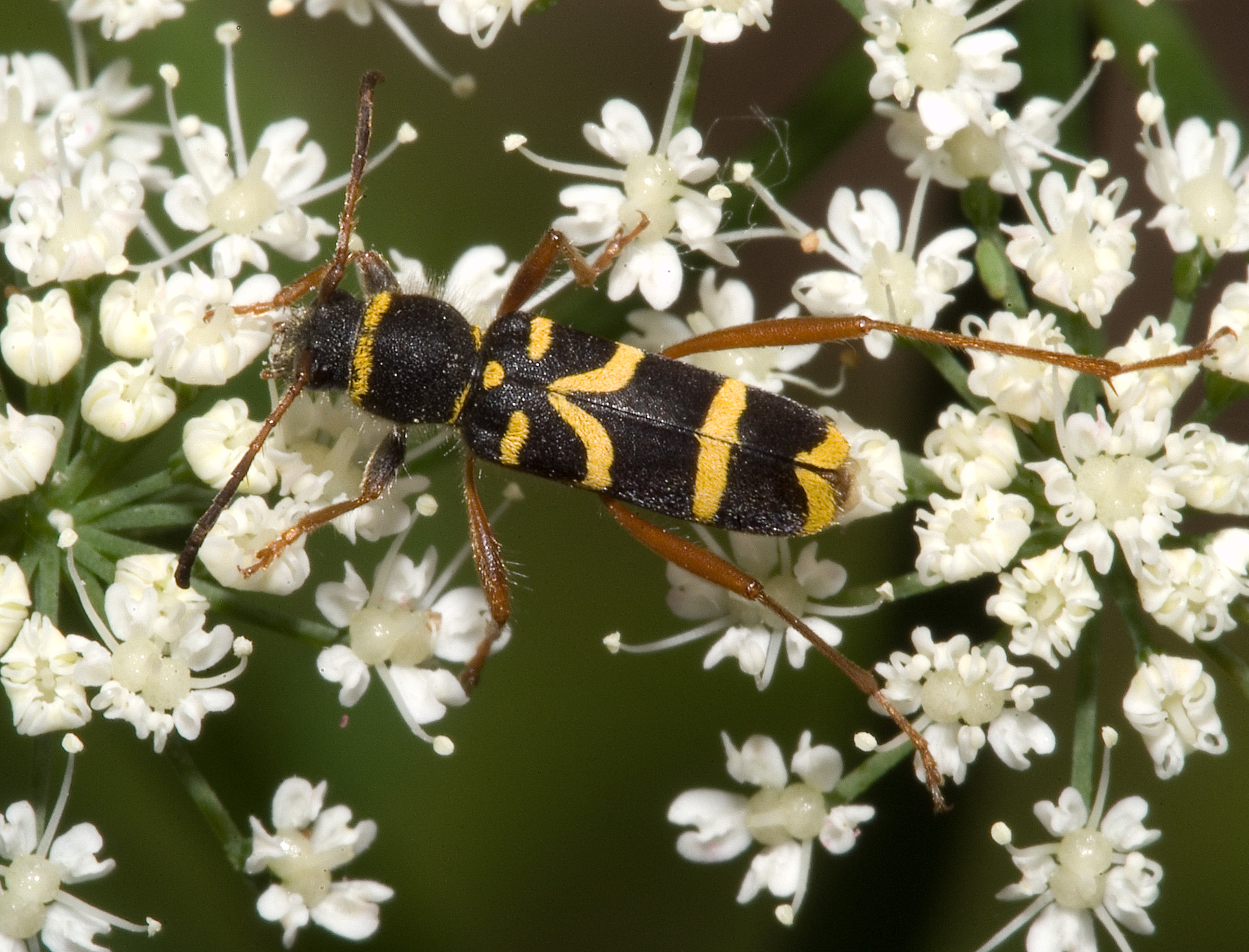
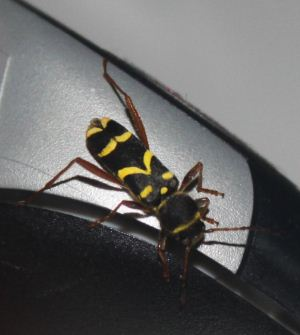